# Imane Khelif
Imane Khelif (en árabe: إيمان خليف‎, romanizado: ʾĪmān Khalīf; Aïn Sidi Ali, Provincia de Laghouat, 2 de mayo de 1999) es una boxeadora argelina. Ha representado a Argelia en los Juegos Olímpicos de 2020 en Tokio y en los Juegos Olímpicos de 2024 en París donde ganó la medalla de oro de boxeo, en la categoría de 66 kilos (peso wélter).

## Primeros años
Khelif nació el 2 de mayo de 1999, en la provincia argelina de Laghouat y creció en Biban Mesbah, un pueblo rural de la provincia de Tiaret.
Durante su infancia destacó como jugadora de fútbol pero era atacada por otros niños intimidados por sus habilidades deportivas. Al defenderse de estos enfrentamientos, Khelif comenzó a interesarse en la disciplina del boxeo. Inicialmente, su padre no aprobaba el boxeo para niñas y le impedía practicar dicho deporte.Para poder financiar el traslado a sus prácticas, Khelif trabajó recogiendo chatarra y vendiendo cuscús junto a su madre.

## Carrera deportiva

### Primeros torneos
En el Campeonato Mundial de Boxeo Femenino AIBA Nueva Delhi 2018, Khelif participó por primera vez, donde ocupó el puesto 17 luego de ser eliminada de la primera ronda. Posteriormente representó a Argelia en el Campeonato Mundial de Boxeo Femenino AIBA 2019 celebrado en Rusia, donde ocupó el puesto 33.º tras ser eliminada en la primera ronda ante Natalia Shadrina.
Khelif representó a Argelia en los Juegos Panafricanos de 2019, en los que quedó en la quinta posición, al igual que en la prueba de peso ligero (57 a 60 Kg) de los Juegos Olímpicos de Tokio 2020. Tras vencer a la tunecina Mariem Homrani, fue derrotada por la irlandesa Kellie Harrington en los cuartos de final.

### Campeonatos de 2022
En el Campeonato Mundial de Boxeo Femenino IBA 2022, Khelif se alzó con la medalla de plata. Se convirtió en la primera boxeadora argelina en llegar a la final después de derrotar a la holandesa Chelsey Heijnen. Se enfrentó a la irlandesa Amy Broadhurst en la final y fue derrotada.
Ese mismo año, ganó la medalla de plata en la categoría de peso superligero en los Campeonatos Mundiales de Boxeo Amateur Femenino de 2022 en Estambul, la medalla de oro en la categoría de menos de 63 kg en los Juegos Mediterráneos de 2022 en Orán y en los Campeonatos Africanos de Boxeo Amateur de 2022 en Maputo.

### Campeonato Mundial de 2023
En el Campeonato Mundial de Boxeo de 2023, Imane Khelif llegó a la final de los pesos wélter en la que iba a competir por la medalla de oro ante la pugilista china Yang Liu, cuando poco antes de la pelea, fue descalificada por la Asociación Internacional de Boxeo (IBA), que organizaba el campeonato, por no cumplir con los criterios de elegibilidad. Si bien el Comité Olímpico de Argelia se limitó a informar que la descalificación había ocurrido por motivos médicos, medios de ese país indicaron que se debió a altos niveles de testosterona. El presidente de la Asociación Internacional de Boxeo (IBA), organización expulsada del Comité Olímpico Internacional por presuntos actos de corrupción, y liderada por el ruso Umar Kremlev, afirmó que los resultados de exámenes genéticos hechos a Khelif y otras atletas "mostraron que tenían cromosomas XY", sin embargo nunca se ha mostrado evidencia de dichos exámenes ni de sus resultados. Según Kremlev, los cromosomas XY que supuestamente tiene Khelif, habrían justificado la descalificación. Esto no quiere decir que Khefil sea hombre, ya que existen condiciones médicas que pueden hacer que una mujer tenga cromosomas XY, incluso, tras la descalificación de Khelif, varios medios señalaron que la deportista podría tener algún trastorno del desarrollo sexual (DSD) que hace que algunas mujeres tengan cromosomas XY o presenten niveles de testosterona en sangre típicos en hombres. La controversia también generó falsas afirmaciones de que Khelif es transgénero o transexual. En Argelia, el país al que representa Khelif, la identidad transgénero está prohibida, el cambio de género no está permitido en los documentos oficiales, ni se permiten tratamientos médicos u hormonales para la transición hacia otro sexo.
Los reportes de la IBA no indican detalles respecto al tipo de test ni la norma en particular que habría sido transgredida; la IBA sólo ha señalado que Khelif y otras atletas «no se sometieron a un examen de testosterona, sino a una prueba separada y reconocida, cuyos detalles permanecen confidenciales». Tras la decisión de la IBA, Khelif presentó una apelación ante el Tribunal de Arbitraje Deportivo, pero luego la retiró, haciendo que la decisión de la IBA fuera legalmente vinculante en los torneos organizados por esta asociación. En torneos organizados por otras instituciones, Khelif pudo participar sin problemas.

### Juegos Árabes 2023
En los Juegos Árabes de julio de 2023, Khelif obtuvo la medalla de oro en la final contra la boxeadora marroquí Oumaïma Bel Ahbiben, en la categoría peso wélter femenino.

### Juegos Olímpicos de 2024

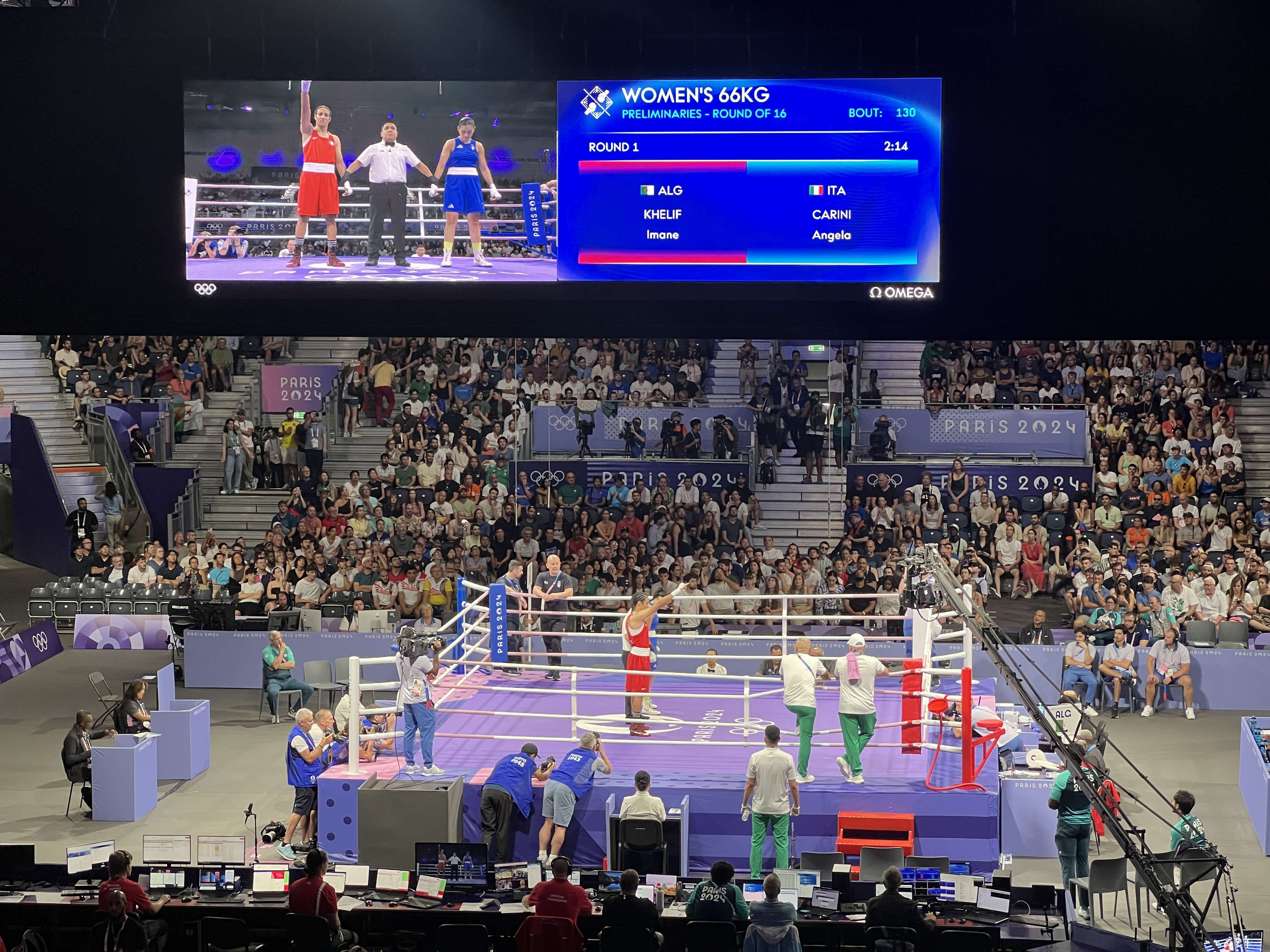
Khelif durante su participación en los Juegos Olímpicos de 2024

Tras una serie de disputas respecto a acusaciones de corrupción, interferencia política y otras controversias, en junio de 2023 el Comité Olímpico Internacional (COI) expulsó a la Asociación Internacional de Boxeo (IBA) de la organización. Ante la situación, el COI asumió el rol de ente organizador del torneo de boxeo para los Juegos Olímpicos de 2024 realizados en París, Francia, en reemplazo de la IBA.
En ese contexto, el COI confirmó en junio de 2024 la clasificación de Khelif a los Juegos Olímpicos para el evento de boxeo femenino (hasta 66 Kg). En dicha oportunidad, el COI señaló que tanto Khelif como Lin Yu-ting, otra participante descalificada por la IBA por motivos similares, cumplían con todas las regulaciones médicas y de elegibilidad "en concordancia con las reglas 1.4 y 3.1 de la Unidad de Boxeo de París 2024".
En su primer enfrentamiento, Khelif derrotó a la italiana Angela Carini en 46 segundos, luego de que Carini se retirase por un intenso dolor tras un golpe en la nariz.Tras el encuentro el entrenador de Angela Carini, la propia Angela Carini y varios políticos conservadores, como el presidente argentino Javier Milei y Giorgia Meloni, expresaron su preocupación sobre Khelif en una competición femenina, alegando que la atleta era, supuestamente, una persona «transgénero», contando así con «ventaja deportiva».Ante la polémica, el COI reiteró que todas las deportistas de la competencia femenina eran mujeres y que se habían verificado todos los criterios de elegibilidad, para lo cual se habían tomado como base los criterios ya establecidos en los dos Juegos Olímpicos anteriores. El COI declaró que la descalificación de Khelif y Lin en 2023 había sido una decisión arbitraria de la IBA y que no siguió el debido proceso, y lamentó los ataques contra las deportistas. En tanto, la italiana Angela Carini pidió disculpas públicas a Khelif por el incidente, diciendo respetaría la decisión del COI.

## Labor humanitaria
En enero de 2024, producto de su destacada trayectoria deportiva, Khelif se convirtió en embajadora nacional de UNICEF junto con el futbolista Ismaël Bennacer, para el período 2024-2026.

## Palmarés
- Campeonato Mundial de Boxeo Amateur
  - Medalla de plata en la categoría de menos de 63 kg en el Campeonato Mundial de Boxeo Amateur Femenino en Estambul 2022
- Campeonato Africano de Boxeo Amateur
  - Medalla de oro en la categoría de menos de 63 kg en el Campeonato Africano de Boxeo Amateur 2022 en Maputo
- Juegos Mediterráneos
  - Medalla de oro en la categoría de menos de 63 kg en los Juegos Mediterráneos de Orán 2022
- Juegos Panárabes
  - Medalla de oro en la categoría de menos de 63 kg en los Juegos Panárabes de Argel 2023
- Juegos Olímpicos
  - Medalla de oro en la categoría de menos de 66 kg en los Juegos Olímpicos de París 2024